# Дрезденская оружейная палата

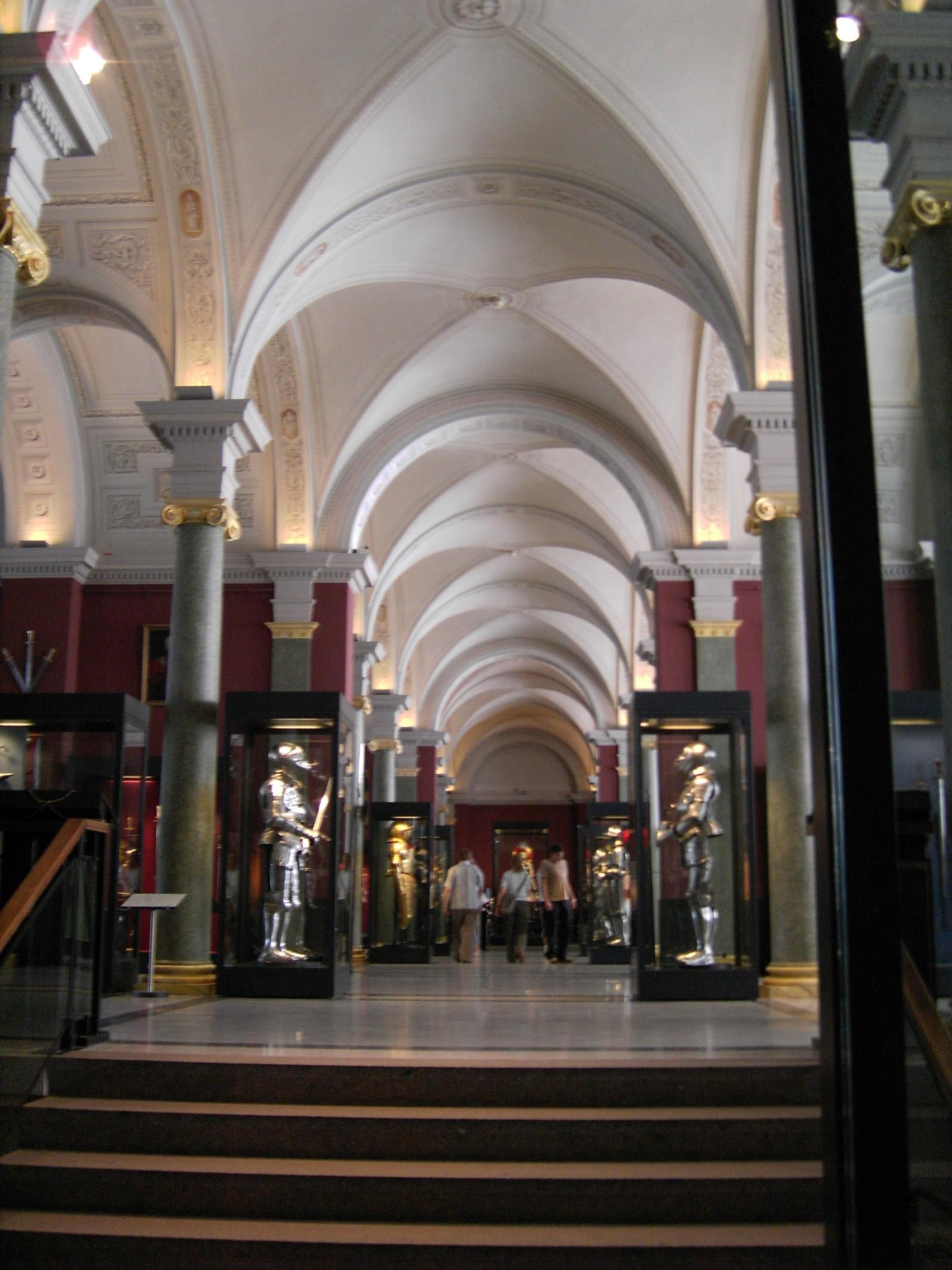
Вход в музей

Дрезденская Оружейная палата (нем. Rüstkammer) в Дрездене, называемая также «Дрезденским историческим музеем», входит в состав Государственных художественных собраний Дрездена и является всемирно известной коллекцией парадного оружия, доспехов и исторического текстиля. Долгое время размещалась в Цвингере. В феврале 2013 года собрание вернулось в дрезденский замок-резиденцию на место своего первоначального расположения в 15 веке. Частью собрания является Турецкая палата, также расположення в замке-резиденции.
До тридцатых годов XIX в. коллекция не являлась художественным собранием и служила репрезентативным целям курфюрста. Лишь в двадцатые годы XX в. после ликвидации саксонской монархии Оружейная палата получила признание как художественно-исторический музей.

## Музейные фонды
Оружейная палата обладает обширной коллекцией исторического оружия, доспехов и портретов, датируемых XVI—XVIII веками, общей численностью в 10 тысяч экспонатов, изготовленных ювелирами и оружейных дел мастерами, ремесленниками и придворными портными со всей Европы. Основу коллекции составляют около 2200 мечей, сабель, шпаг, кинжалов, историческое огнестрельное оружие, представленное 1400 пистолетами и 1600 ружьями.

## История

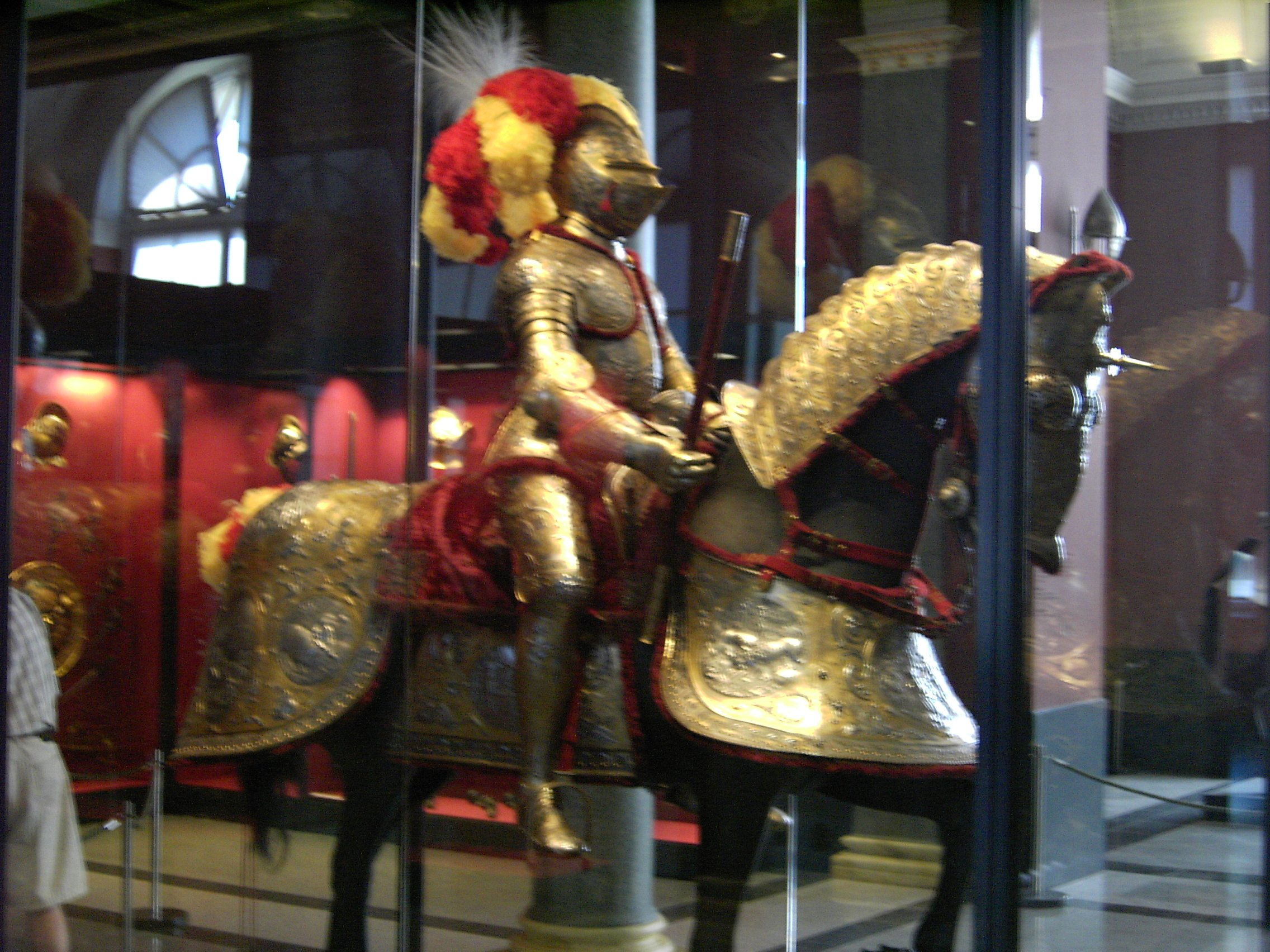
Парадные рыцарские доспехи в комплекте с конным снаряжением. Кристиан II. (1606 г.)

Основоположником коллекции считается саксонский герцог Альбрехт Храбрый. Первоначально это было обычное хранилище доспехов, в дальнейшем — хранилище дорогих доспехов и оружия для дворцовых турниров курфюрста. Целенаправленно коллекционированием начал заниматься курфюрст Август. Часть доспехов была куплена, некоторые изготавливались непосредственно в Дрездене, некоторые экземпляры были получены в качестве подарков. В последующие годы были приобретены также работы итальянских, французских и испанских мастеров оружейного дела.

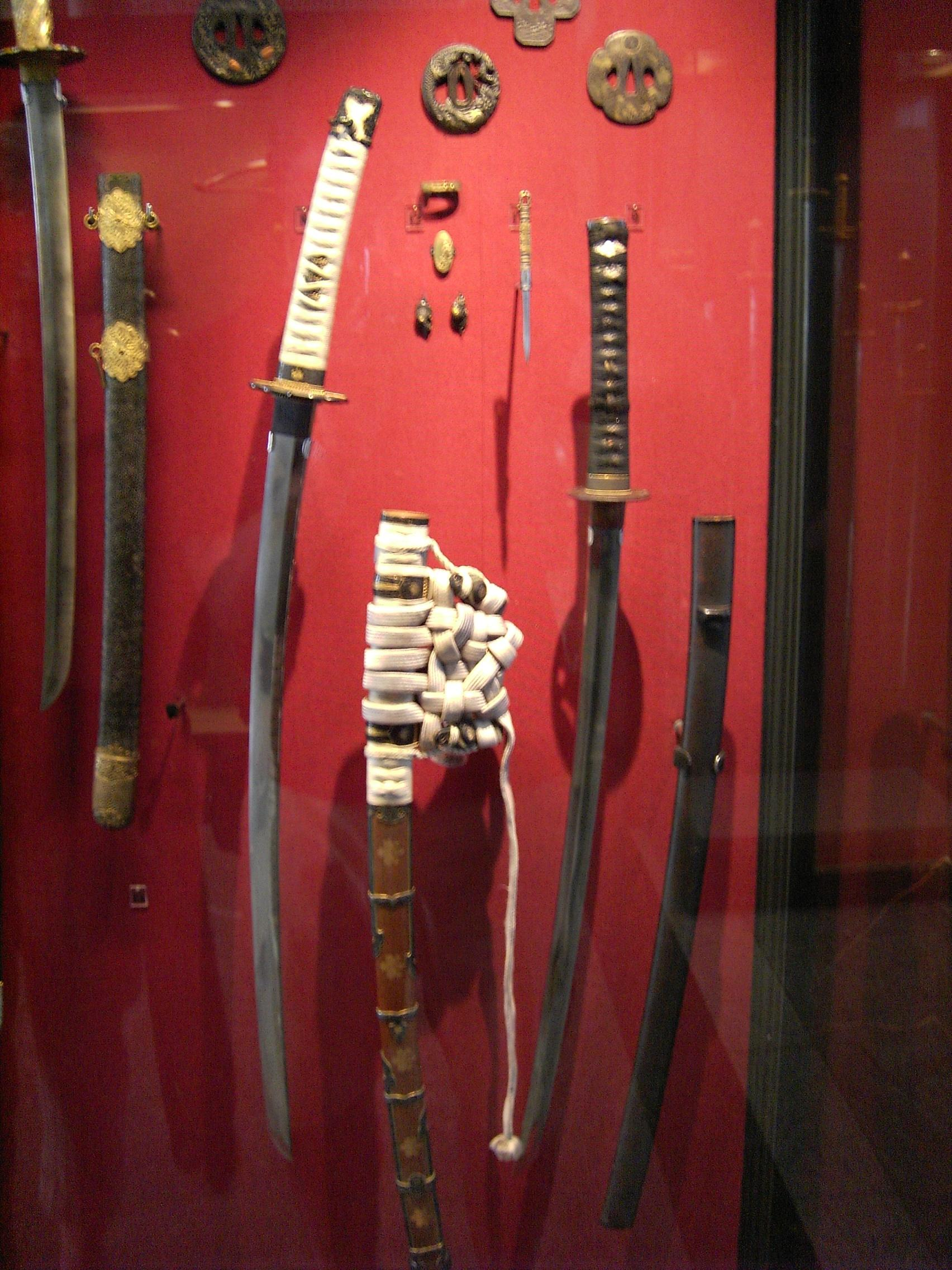
Самурайские мечи

Находятся в музее и военные трофеи. Так, участвовавший в сражении с турками под Веной курфюрст Йоганн-Георг III, пополнил дрезденскую коллекцию восточным оружием.
Август Сильный, хотя и считается учредителем дрезденского собрания огнестрельного оружия, коллекционированию уделял мало внимания. Интересным экспонатом музея является шпага, подаренная ему Петром Первым. В 1831 г. музей перешёл в руки государства и стал называться «Королевским историческим музеем». Годом позже он был переведён в Цвингер.
После Второй мировой войны экспонаты музея были вывезены в Советский Союз в Ленинград, а в 1958 г. вернулись в Дрезден. Уже через год экспозиция музея открылась в восточном крыле галереи Земпера в Цвингере. Из-за недостатка площадей в настоящее время экспонируется лишь приблизительно 5 % имеющихся экспонатов.